# Beichen
Beichen är ett stadsdistrikt i storstadsområdet Tianjin i norra Kina.
Distriktet är indelat i åtta stadsdelsdistrikt (jiedao) och nio köpingar (zhen). Dessutom finns ett antal mindre administrativa enheter för bland annat jordbruk och industri.
Stadsdelsdistrikt:
- Guangyuan (广源街道)
- Guoyuanxincun (果园新村街道)
- Jiarongli (佳荣里街道)
- Jixianli (集贤里街道)
- Pudong (普东街道)
- Qingyuan (青源街道)
- Ruijing (瑞景街道)
- Shuanghuancun (双环邨街道)

Köpingar:
- Beicang (北仓镇)
- Dazhangzhuang (大张庄镇)
- Qingguang (青光镇)
- Shuangjie (双街镇)
- Shuangkou (双口镇)
- Tianmu (天穆镇)
- Xiaodian (小淀镇)
- Xiditou (西堤头镇)
- Yixingbu (宜兴埠镇)